# 퀴취크 카이나르자 조약

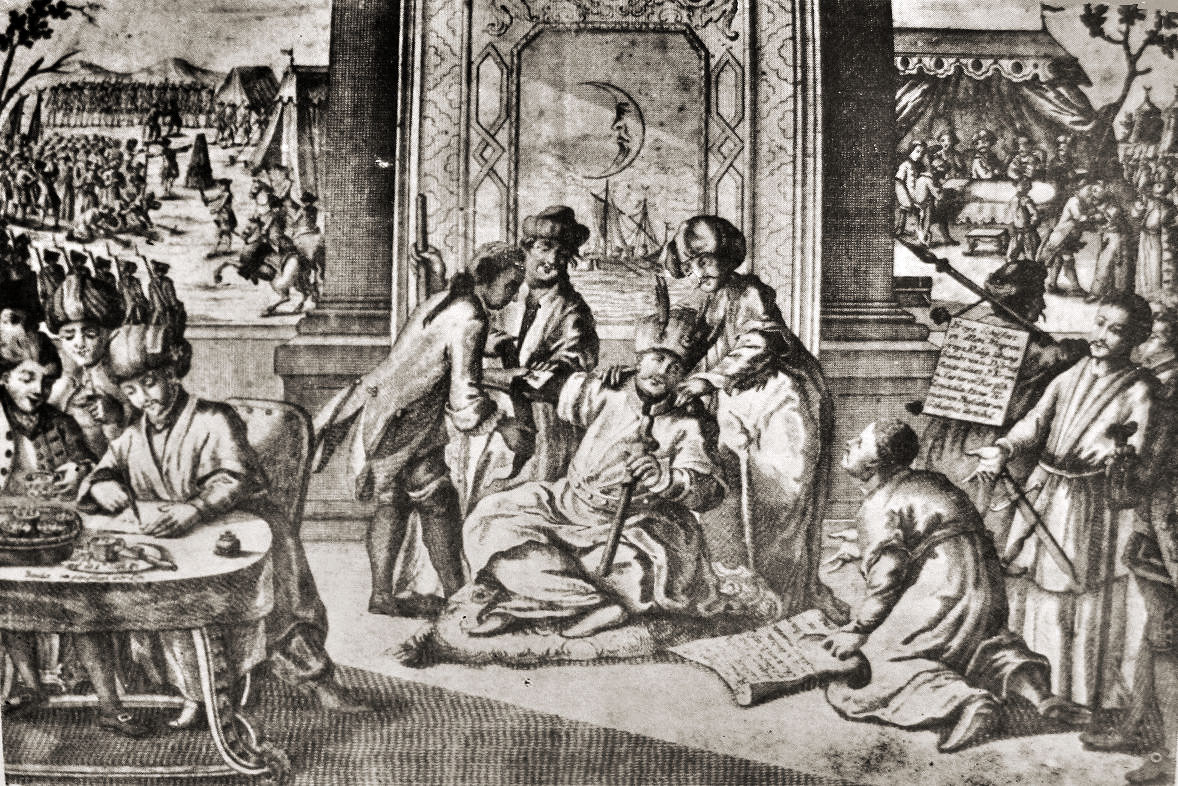

퀴취크 카이나르자 조약(Küçük Kaynarca Antlaşması, Кючук-Кайнарджийский мир)은 1774년 다뉴브강 하류 남쪽의 퀴취크 카이나르자(현 불가리아-루마니아 국경지대)에서 러시아-튀르크 전쟁을 끝내기 위해 체결된 조약이다. 킨부른 요새, 기타 러시아에의 할양(割讓), 크림 한국의 흑해·에게해 통상의 자유, 투르크의 보상금 지불 등을 규정했다.